# Josef Miller (homme politique, 1947)
Pour les articles homonymes, voir Miller.
Josef Miller (* 12 juillet 1947 à Oberschöneberg) est un homme politique allemand (CSU) et est ministre de l'Alimentation, de l'Agriculture et des Forêts de Bavière de 1998 à 2001, puis ministre de l'Agriculture et des Forêts de Bavière de 2001 à 2008.

## Biographie
Après une formation d'agriculteur, un travail intermittent d'ouvrier du bâtiment et l'obtention du diplôme de fin d'études secondaires en 1966, il passe son Abitur en 1969 au Bayernkolleg Augsburg et étudie les sciences agricoles à l'Université technique de Munich-Weihenstephan de 1969 à 1972, dont il obtient un diplôme. Au cours de ses études, il est devenu membre de l'association étudiante catholique KDSt.V. Agilolfia Freising dans le CV. Après un stage juridique de deux ans et l'obtention de l'examen d'État en 1974, il travaille comme conseiller commercial au Département de l'agriculture de Memmingen jusqu'en 1977, puis donne des conférences sur l'économie et la politique agricole à l'Académie d'État de management de Munich jusqu'en 1979, puis passe au ministère de l'Alimentation, de l'Agriculture et des Forêts de Bavière, dont il sera membre jusqu'en 1986 - plus récemment en tant que conseiller ministériel et chargé de relations publiques.

## Vie privée
Josef Miller est catholique romain. Dans sa jeunesse, il est membre du mouvement catholique de la jeunesse rurale (KLJB).  Il est marié et a deux enfants. Le mariage religieux a lieu dans l'église de pèlerinage de Maria Vesperbild. 

## Parti politique
Il est président de la CSU de l'arrondissement de Memmingen de 1988 à 2011, puis en avril 2011, son président d'honneur et depuis le 1er mai 1996 membre du conseil municipal de Memmingen. En outre, il est membre du conseil de district et d'État de la CSU ainsi que vice-président d'État du groupe de travail sur l'agriculture de la CSU.

## Autres mandats
De 1986 à 2014, il représente la circonscription de Memmingen au Landtag de Bavière. En 1990, il est nommé secrétaire d'État au ministère de l'Alimentation, de l'Agriculture et des Forêts de Bavière et occupe ce poste jusqu'en 1993. En novembre 1994, il devient vice-président du groupe parlementaire CSU au Landtag. De ce poste, il est nommé ministre d'État bavarois de l'Alimentation, de l'Agriculture et des Forêts en octobre 1998. De 2001 à 2008, il est ministre d'État à l'agriculture et aux forêts. Il cède son poste à Helmut Brunner en octobre 2008. Le 11 juillet 2012, il annonce qu'il ne se présentera pas aux élections régionales de 2013.
De 2009 à 2016, Josef Miller est le premier président de l'Association allemande de protection des forêts de l'Association de l'État de Bavière.

## Récompenses et honneurs
- Ordre bavarois du Mérite, décerné en 1997
- Ordre bavarois de la bière, décerné en 2000
- Chevalier de l'ordre du Mérite de la République fédérale d'Allemagne, décernée en 2003
- Médaille d'or de la constitution bavaroise, décernée en 2005
- Ordre de Saint-Grégoire-le-Grand pour la cause de l'Église catholique, décerné en 2013
- Médaille Max-Schönleutner de l'Université technique de Munich, décernée en 2013
- Sénateur honoraire de l'Université des sciences appliquées de Kempten, décerné en 2013
- Citoyen d'honneur de la ville de Memmingen, décerné le 1er mai 2014